# 名鉄岐阜線
岐阜線（ぎふせん）とは、岐阜県岐阜市の岐阜市内線および同線と直通運転を行っていた軌道・鉄道路線を併せた名古屋鉄道の路線群。2005年（平成17年）4月1日全廃。最後まで架線電圧が600Vのまま昇圧されなかった線区でもあり、600V線とも通称された。

## 構成路線
軌道路線
- 岐阜市内線
  - 本線：岐阜駅前駅 - 徹明町駅 - 長良北町駅 4.8km
  - 忠節支線：徹明町駅 - 千手堂駅 - 忠節駅 2.8km
- 美濃町線
  - 徹明町駅 - 競輪場前駅 - 新関駅 - 美濃駅 24.8km
  - 新関駅 - 関駅 0.3km
- 田神線：競輪場前駅 - 田神駅 1.4km

鉄道路線
- 揖斐線：忠節駅 - 黒野駅 - 本揖斐駅 18.3km
- 谷汲線：黒野駅 - 谷汲駅 11.2km
- 高富線：長良北町駅 - 高富駅 5.1km
- 鏡島線：千手堂駅 - 西鏡島駅 4.4km

2005年4月の全線廃止直前の岐阜線路線図。

構成区間の大半が、美濃電気軌道および同社の被合併会社、傍系会社によって建設された路線である。